# Sabinosuchus coahuilensis
Sabinosuchus coahuilensis è un crocodiliforme estinto, appartenente ai dirosauridi. Visse nel Cretaceo superiore (Maastrichtiano, circa 70 milioni di anni fa) e i suoi resti fossili sono stati ritrovati in Messico.

## Descrizione
Come molti altri dirosauridi, l'aspetto di Sabinosuchus doveva essere piuttosto simile a quello di un attuale gaviale del Gange (Gavialis gangeticus), anche se il rostro era più breve. Alcune caratteristiche di questo animale indicano che era un appartenente ai dirosauridi: il settimo alveolo sull'osso dentale era ridotto rispetto all'ottavo, e l'ampiezza della sinfisi mandibolare (la parte in cui i due rami mandibolari si univano) era quasi identica all'altezza per la maggior parte della lunghezza della sinfisi stessa. Sabinosaurus, tuttavia, si distingue dagli altri dirosauridi per alcune caratteristiche peculiari: la sezione posteriore della mandibola era larga e piatta, e i rami mandibolari erano molto più lunghi della sinfisi. Gli alveoli mandibolari, infine, avevano una disposizione unica. Sabinosuchus è uno dei due dirosauridi noti provenienti dal Nordamerica: l'altro, Hyposaurus, si differenzia da Sabinosuchus nell'avere un rostro più lungo e di forma leggermente diversa; Sabinosuchus possedeva una sinfisi larga e piatta nella parte posteriore.

## Classificazione
Sabinosuchus coahuilensis venne descritto per la prima volta nel 2016, sulla base di fossili ritrovati nella formazione Escondido, nei pressi di Sabinas nello stato di Coahuila (Messico). Sabinosuchus è un rappresentante dei dirosauridi, un gruppo di rettili imparentati coi coccodrilli dalle abitudini strettamente acquatiche. All'interno del gruppo, sembra che Sabinosuchus fosse una forma basale.